# Manowo
Manowo [maˈnɔvɔ] (tiếng Đức: Manow)  là một ngôi làng thuộc hạt Koszalin, West Pomeranian Voivodeship, ở phía tây bắc Ba Lan. Đó là chỗ ngồi của gmina (khu hành chính) được gọi là Gmina Manowo. Nó nằm khoảng 9 kilômét (6 mi)   phía đông nam Koszalin và 138 km (86 mi) về phía đông bắc của thủ đô khu vực Szczecin.
Trước năm 1945, khu vực này là một phần của Đức. Đối với lịch sử của khu vực, xem Lịch sử của Pomerania.
Ngôi làng có dân số 760 người.